# Отвори врата правом
Отвори врата правом (швед. Låt den rätte komma in) шведски је романтични хорор филм из 2008. године, редитеља Томаса Алфредсона, са Кореом Хедебрантом и Лином Леандерсон у главним улогама. Освојио је 75 награда од 133 номинације на различитим међународним филмским фестивалима и сматра се једним од најбољих хорор филмова из периода 2000-их. Познати критичар Роџер Иберт прогласио га је најбољим модерним вампирским филмом. Радња је смештена у предграђе Стокхолма почетком 1980-их и прати 12-годишњег дечака по имену Оскар, који је жртва вршњачког насиља. Он постепено гради пријатељство са својом вршњакињом Ели, за коју се испоставља да је вампир.
Бирање главних глумаца трајало је целих годину дана, а кастинзи су се одржавали свуда широм Шведске. На крају су изабрани Хедебрант и Леандерсон. Обома је то био глумачки деби. Снимање је почело 2007. у Лулеу. Музику за филм компоновао је Јохан Содерквист, а једну од песама из филма написала је и отпевала Агнета Фелтског, чланица групе АББА. Премијера је била 26. јануара на Филмском фестивалу у Гетеборгу.
Међу бројним наградама које је филм освојио, издваја се Награда Сатурн за најбољи међународни филм, Награда Емпајер за најбољи хорор, као и номинација за Награду БАФТА за најбољи филм на страном језику. Леандерсон је била номинована за Награду Сатурн за најбољу младу глумицу, а Линдквист за најбољи сценарио. Са буџетом од 29 милиона круна (приближно 4,5 милиона долара), филм је остварио зараду од 11,2 милиона долара. Добио је веома позитивне критике и на сајту Ротен томејтоуз држи оцену од 98%. Амерички римејк, под насловом Пусти ме унутра, снимљен је 2010. године.

## Радња
Радња је смештена у 1982. годину. Оскар је 12-годишњак који живи са својом мајком Ивон у предграђу Стокхолма. Пошто га други дечаци из разреда непрестано злостављају, Оскар проводи вечери сам, напољу, замишљајући како им се свети. Једне ноћи упознаје се са бледом девојчицом његових година, по имену Ели. Она му говори да се недавно доселила у његово суседство и да живи са старијим човеком, Хаканом. Њих двоје се брзо спријатеље и проводе ноћи размењујући поруке Морзеовом азбуком.
Убрзо се испоставља да је Ели вампир и Оскар је шокиран када је види како сиса крв људима. Иако у поечтку одбија да прича са њом и назива је чудовиштем, Ели успева да му објасни да јој је то једини начин да преживи и уверава га да њега неће повредити.
На крају, док насилници покушавају да удаве Оскара у базену, Ели му пристиже у помоћ и све их убија. Оскар и Ели након тога заједно одлазе возом у непознатом правцу.

## Улоге
| Глумац               | Улога             |
| -------------------- | ----------------- |
| Коре Хедебрант       | Оскар             |
| Лина Леандерсон      | Ели               |
| Пер Рагнар           | Хакан             |
| Хенрик Дал           | Ерик              |
| Карин Бергквист      | Ивон              |
| Питер Карлберг       | Лак               |
| Ика Норд             | Вирџинија         |
| Микаел Рам           | Џок               |
| Карл Роберт Линдгрен | Госта             |
| Андерс Т. Пиду       | Морган            |
| Пејл Олофсон         | Лари              |
| Кајетано Руиз        | Магистар Авила    |
| Патрик Ридмарк       | Кони              |
| Јохан Сомнес         | Андреас           |
| Микаел Ерхардсон     | Мартин            |
| Расмус Лутандер      | Џими              |
| Сорен Калстиген      | Ериков пријатељ   |
| Бернт Остман         | медицинска сестра |
| Кајса Линдерхолм     | Оскаров наставник |